# Nachrichtenregiment 14

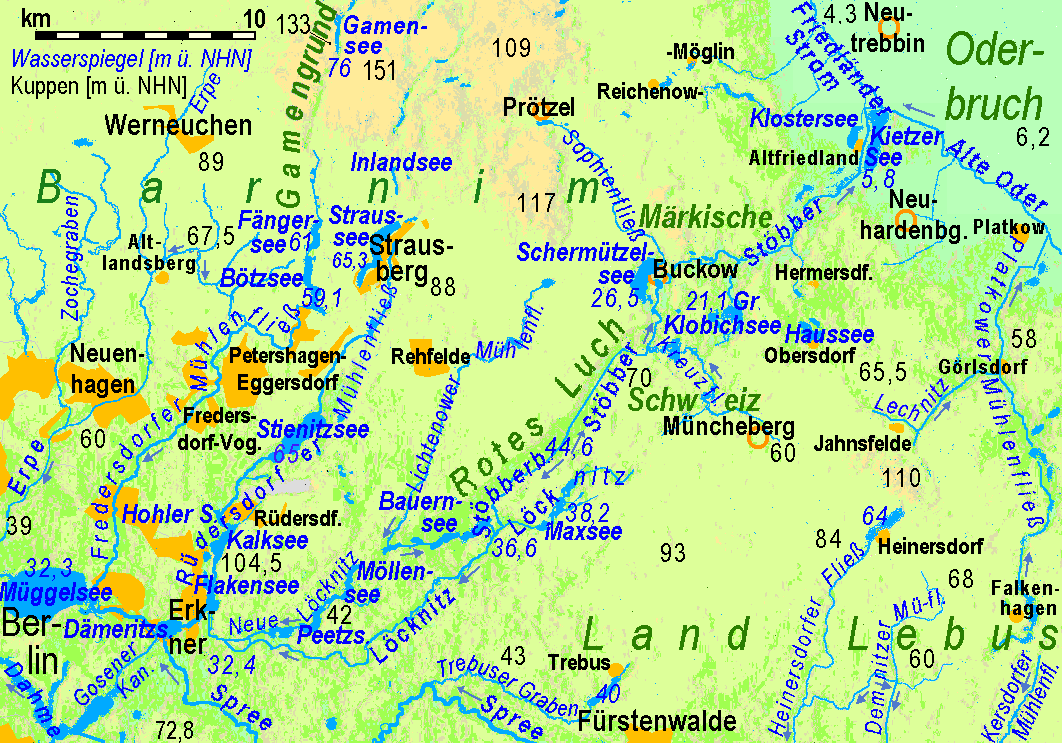
Rotes Luch zwischen Berlin und dem Oderbruch

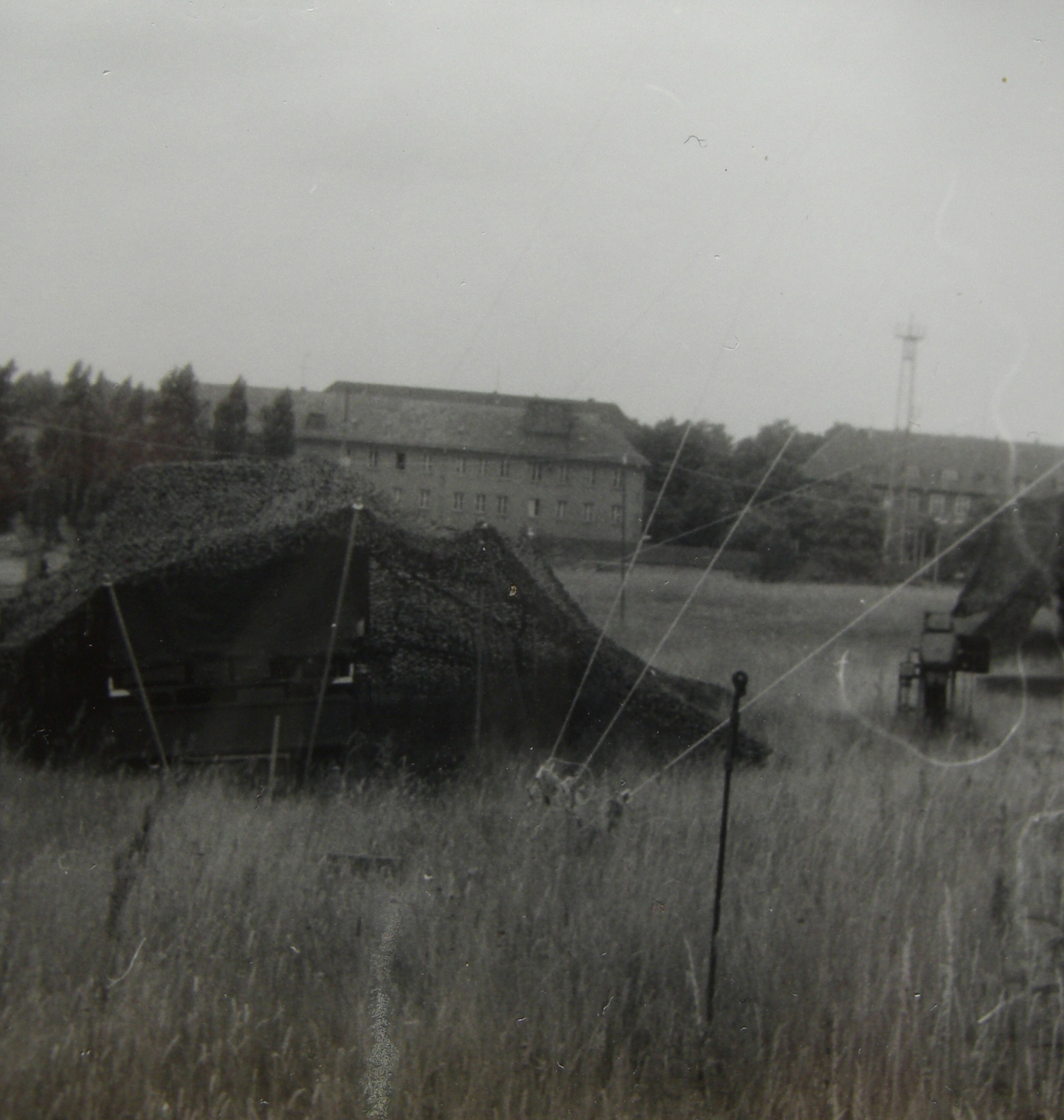
RiFu-Stelle RT 415 im Roten Luch

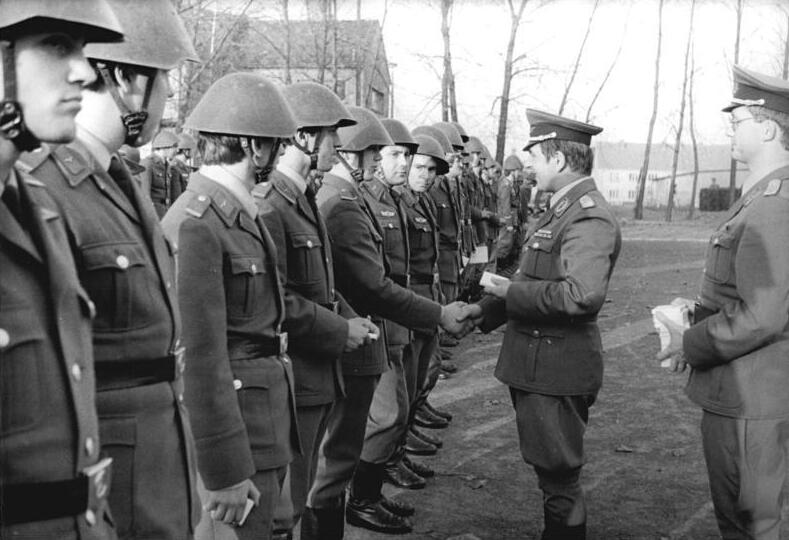
Verabschiedung von Reservisten, 1983

Das Nachrichtenregiment 14 „Harro Schulze-Boysen“ (NR-14) war ein Truppenteil der Luftstreitkräfte/Luftverteidigung (LSK/LV) der Nationalen Volksarmee (NVA). Vorrangige Aufgabe war die Fernmeldeunterstützung des Kommandos LSK/LV und des Zentralen Gefechtsstands 14 LSK/LV. Das NR-14 war dem Kommando LSK/LV direkt unterstellt.

## Geschichte
Das NR-14 wurde 1956 als Nachrichtenbataillon 2 (NB-2) in Waldsieversdorf, Rotes Luch als Fernmeldetruppenteil aufgestellt.
Nach Zwischenschritten erfolgte 1960 der Aufwuchs zum NR-19. 1967 wurde dem Regiment der Ehrenname Harro Schulze-Boysen verliehen. Nach Strukturänderungen 1970 erhielt der Truppenteil schließlich seine endgültige Bezeichnung Nachrichtenregiment 14 (NR-14) „Harro Schulze-Boysen“.

## Organisation

### Kommandeure
| Dienstgrad, Name                | Dienstzeit | Bemerkung                        |
| ------------------------------- | ---------- | -------------------------------- |
| Oberstleutnant Heinz Müller     | 1956–1961  |                                  |
| Oberstleutnant Karl Frohberg    | 1961–1963  |                                  |
| Oberstleutnant H-J. Brandenburg | 1963–1968  |                                  |
| Oberst Karl Frohberg            | 1968–1975  |                                  |
| Oberst Manfred Werner           | 1975–1988  | später Kommandeur MTS der LSK/LV |
| Oberst Hans-Ullrich Augustin    | 1988–1990  | Stabschef: OSL Uwe Czerwinski    |
| Oberstleutnant Bösenberg        | 1990–1992  |                                  |
| Oberstleutnant Zeplien          | 1992–1993  |                                  |

Der Hauptstationierungsort des NR-14 war Waldsieversdorf, Rotes Luch. Das Regiment war direkt dem Kommando LSK/LV unterstellt und gliederte sich zuletzt wie folgt:

### Nachrichtenbetriebsbataillon (NBB) Kommando LSK/LV (stationär)
Originalbezeichnung: Nachrichtenbetriebsamt (NBA) / NZ Strausberg (Eggersdorf), HNZ-22, Barnim-Kaserne (⊙) Strausberg
- Funksendeamt 1–4 verbunkert:
  - Beeskow (Limsdorf) (Obj. 161)
  - Weimar (Großobringen)
  - Calau (Cabel/Welchow)
  - Strasburg (Groß Milkow/Ulrichshof)
- Richtfunkbetriebsstellen (Objekt 500)[2] 1–10 verbunkert:
  - Cottbus (Leuthen), Groß-A
  - Lübben (Biebersdorf), Klein-a
  - Beeskow (Wilmersdorf), Klein-b
  - Heinersdorf, Groß-B (⊙)
  - Bad Freienwalde (Wölsickersdorf-Wollenberg), Klein -c
  - Templin (Temmen), Groß-C
  - Neustrelitz (Lichtenberg-Wendorf), Klein-d
  - Neubrandenburg (Cölpin), Groß-D
  - Rostock (Klein Kussewitz)
  - Dargelütz (Parchim)
- NZ Ranzig/Beeskow, HNZ-23

### Fernmeldebataillon ZGS LSK/LV (stationär)
Originalbezeichnung: Nachrichtenbetriebsbataillon (NBB), Fürstenwalde (⊙)
- NZ Fürstenwalde Zentraler Gefechtsstand 14, HNZ-21
- Übertragungsstelle (Üst.) Fürstenwalde 2
- 2 Funkkompanien, Tastfunker und Funkempfangszentrale

### Ausbildungsbataillon Fm / Flugsicherung
- 2 Ausbildungskompanien

Hervorgegangen aus einem Fernmeldebataillon (verlegefähig, Richtfunk) am 1. Oktober 1990

### Funkbataillon (verlegefähig) mit Funksendestellen Kurzwelle (KW) Weitverkehr
stationiert in Waldsieversdorf, OT Rotes Luch
- Fe, Fs, Vm, TF/WT
- HF, Flugfunk
- Richtfunk kleine / mittlere Kanalzahl auf LKW IFA W50 eingebaut in LAK II (leicht absetzbare Container),
- Feldkabelbau LFL, FFK 36 / 250, FVK 10
- Sondergerät: GFZ (Gefechtsführungszentrum)
- Funksendestelle teilstationär (Feldfunksendezentrum-2)

## Organisation nach Auflösung der NVA
Mit Auflösung der NVA 1990 wurde die stationäre KW Funksendestelle (Limsdorf) in die Organisationsstruktur der Luftwaffe der Bundeswehr überführt. Auch Kleingerät und Flugfunkgerät Ost wurden in einem Gerätepool unter der Bezeichnung Deployable Air Situation Display and Interface Processor System (DASDIPS) übernommen. Danach wurde das NR-14, nunmehr Fernmeldeabteilung 14 (FmAbt 14), zum 1. April 1993 aufgelöst – und der Bundeswehrstandort Waldsieversdorf (Rotes Luch) aufgegeben. Die Materialverantwortung für das bis zum gegenwärtigen Zeitpunkt genutzte DASDIPS Geräts Ost lag im Waffensystemkommando der Luftwaffe, und der operationelle Einsatz wurde durch das Luftwaffenführungskommando verfügt.